# Баталія (стрій)

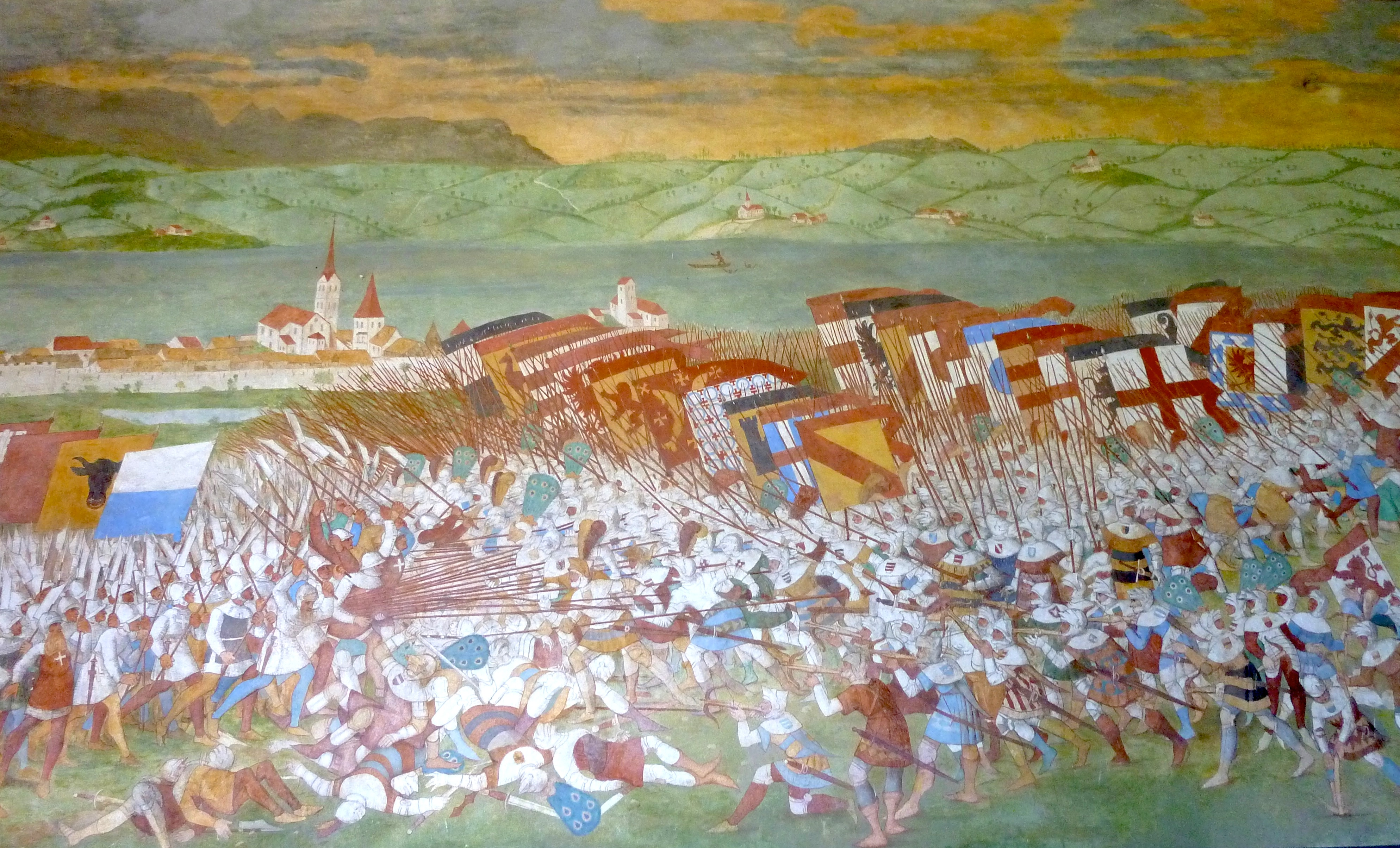
Швейцарська баталія в битві під Земпахом

Бата́лія (фр. bataille — «битва») — бойове шикування 13-15 століття, з пікінерів та алебардників у формі величезного каре, зазвичай шістьма шеренгами. Початок застосування баталії поклали знамениті швейцарські найманці.

## Тактика
У перших двох шеренгах зазвичай стояли пікінери, добре навчені і оснащені латами, що піддавалися основному ризику і отримували за те підвищену платню. Перші два ряди тримали піки на праву руку, на рівні грудей і живота, третя шеренга мала алебарди і завдавала рубаючі або колючі удари зверху, останні три обладунків не мали і тримали піку на лівій руці, на рівні живота, грудей і голови (в останньому випадку тільки за умови відходу алебардників у тил). Також у центрі каре містилися прапор, командир і погано навчене і озброєне ополчення, що створювала додатковий напір і захищало пікінерів при прориві строю ворогом.
Баталію зазвичай використовували для оборони від кавалерії та середньої піхоти, а також для прориву фаланги погано навченого ворога.

## Кінець застосування
З розвитком вогнепальної зброї, здатної пробити будь-які лати, а також артилерії, величезні і неповороткі шикування, орієнтовані на ближній бій, перестали становити загрозу для противника, оскільки просто не могли почати рукопашний бій, не втративши строю і солідну частину армії. Наприклад у бою з терцією, перші дві шеренги, що мали лати, просто гинули під кулями, а інші чотири були приречені на загибель у бою з краще озброєними пікінерами і ронделерос.